# Reineke Fuchs (1937)
Reineke Fuchs (auch: Die Fabel von Reineke Fuchs; Originaltitel: Le Roman de Renard) ist der einzige abendfüllende Film des Animationsfilmers Władysław Starewicz. Der auf dem mittelalterlichen Text Le Roman de Renart und den nachfolgenden Reineke-Fuchs-Dichtungen basierende Film entstand bereits zwischen 1929 und 1931 in Frankreich, wurde aber erst 1937 in Berlin uraufgeführt. Der Puppentrickfilm ist einer der ältesten abendfüllenden Animationsfilme der Filmgeschichte und zählt zu den bekanntesten Werken Starewicz’.

## Produktionsgeschichte

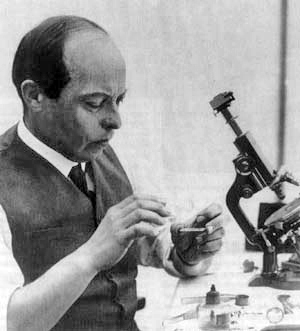
Władysław Starewicz, um 1910

Der gebürtige Pole Władysław Starewicz gilt als ein Pionier des europäischen Animationsfilms, der maßgeblich zur Popularität des Filmgenres beigetragen hatte. Bereits 1910 hatte er im zaristischen Russland erste Filme im Stop-Motion-Verfahren gedreht, in denen er präparierte Tiere und Puppen in Szene setzte. Nach der Oktoberrevolution emigrierte Starewicz nach Frankreich und ließ sich in Fontenay-sous-Bois nieder. Er richtete sich in seinem Haus ein Atelier ein, wo er mit Unterstützung seiner Familie als unabhängiger Filmemacher eine Vielzahl von Puppentrickfilmen realisierte.
In vielen seiner Kurzfilme setzte Starewicz Fabeln und bekannte Märchenstoffe um. Bereits Anfang der 1920er Jahre arbeitete Władysław Starewicz an einer Adaption der Geschichte des Fuchses Renart, die im Spätmittelalter in ganz Europa verbreitet war und später unter anderem von Johann Wolfgang von Goethe als Reineke Fuchs bearbeitet wurde. Die Vorbereitung von Starewicz’ Verfilmung dauerten über zehn Jahre, die Dreharbeiten begannen schließlich im Jahr 1929 und zogen sich über 18 Monate hin. Le Roman de Renard wurde Starewicz’ erster abendfüllender Film, für den er zusammen mit seiner Tochter Irène, die als Regieassistentin und Drehbuchautorin fungierte, hunderte von Figuren entwarf und detaillierte Szenenbilder gestaltete.
Finanziert wurde Le Roman de Renard von Louis Nalpas, der bereits seit 1928 mit Starewicz zusammengearbeitet hatte. Nalpas nutzte Starewicz’ Filme, um sein Tonfilmverfahren L. N. A. zu bewerben, das ähnlich wie das US-amerikanische Vitaphone nach dem Nadeltonverfahren arbeitete. Mit La petite parade, basierend auf Hans Christian Andersens Der standhafte Zinnsoldat, hatte Starewicz 1928 bereits einen Film abgeliefert, der von Nalpas nachträglich vertont wurde. Bei der Produktion von Le Roman de Renard verzögerten Probleme bei der Nachvertonung allerdings erheblich die Fertigstellung des Films. Nalpas’ Tonfilmverfahren erwies sich als unzuverlässig, Finanzierungsprobleme führten zu weiteren Verzögerungen. Es entwickelte sich ein jahrelanger Rechtsstreit zwischen den Geschäftspartnern, die schließlich 1935 ihre Partnerschaft beendeten.
Nach dem Ausstieg von Louis Nalpas besaß Starewicz alleine die Rechte an Le Roman de Renard, dessen Vertonung weiterhin unvollständig war. 1936 erwarb die deutsche UFA die Aufführungsrechte an dem Film. Der Komponist Julius Kopsch wurde mit der Produktion einer deutschen Tonfassung unter dem Titel Reineke Fuchs beauftragt. Diese Version wurde am 3. Oktober 1937 im UFA-Pavillon am Berliner Nollendorfplatz uraufgeführt. Es folgten Aufführungen der deutschen Fassung unter anderem in Österreich, Ungarn, in der Tschechoslowakei und in den Niederlanden.
Erst 1939 fand Starewicz mit Roger Richebé einen Produzenten für eine Veröffentlichung in Frankreich. Richébe kaufte von der UFA das Originalnegativ sowie die Tonspuren der Filmmusik und der Soundeffekte auf. Für die französische Veröffentlichung wurde der Film überarbeitet: einzelne Szenen und Szenenübergänge wurden mit Hilfe von Iréne Starewicz nachgedreht, um eine bessere Synchronisation zu ermöglichen, die Traumsequenz wurde sogar völlig neu gefilmt. Richebé gewann den bekannten Liedtexter Jean Nohain für die Dialoge, die Filmmusik wurde von den populären Komponisten Vincent Scotto neu geschrieben und von dem Dirigenten Raymond Legrand eingespielt. Am 10. April 1941 wurde der überarbeitete Film schließlich in Vichy-Frankreich uraufgeführt.

## Synchronisation
Die heute im Umlauf befindliche Fassung von Reineke Fuchs entspricht der 1941 veröffentlichten französischen Version des Films.
| Rolle            | französischer Sprecher |
| ---------------- | ---------------------- |
| Affe (Erzähler)  | Claude Dauphin         |
| Renard der Fuchs | Romain Bouquet         |
| Wolf             | Sylvain Itkine         |
| Bär              | Léon Larive            |
| Löwe             | Laine                  |
| Dachs            | Eddy Debray            |
| Hahn             | Robert Seller          |
| Kaninchen        | Sylvia Bataille        |

## Zeitgenössische Rezeption
Trotz der Popularität Władysław Starewicz’ fand Reineke Fuchs ein geringes Zuschauerinteresse im Deutschen Reich, der Film wurde nur auf wenigen Leinwänden gezeigt. Dessen ungeachtet zeigte sich der Film-Kurier begeistert von der Tricktechnik des Films: „Die Technik der Puppenbewegung? Man spürt sie nicht!“ In Österreich fanden die Vorführungen in der Wiener Urania dagegen großen Zuspruch, im Sommer 1938 bilanzierte die Urania, dass Reineke Fuchs in Österreich anders als im Altreich ein großer Erfolg war.
Die französische Fassung des Films erwies sich dagegen von Anfang an als ein großer Erfolg. Obwohl Produzent Roger Richebé nur acht Kopien des Films fertigstellen konnte, wurden diese bis 1943 in mehr als 200 Kinos vorgeführt. Rund 120.000 Menschen sahen Le Roman de Renard in der Erstauswertung in Frankreich, davon etwa die Hälfte in Paris, wo der Film allerdings nach kurzer Zeit wieder abgesetzt wurde, um Platz für den nationalsozialistischen Propagandafilm Jud Süß zu machen. Die französische Presse pries die Animation, die Synchronisation und die musikalische Untermalung des Films, so beschrieb die Pariser Filmzeitschrift La Cinématographie française als eine „Tour-de-Force“ sowohl in technischer Hinsicht als auch in Bezug auf die Geduld der Filmemacher. Der Filmkritiker Maurice Rousseau du Gard verglich Starewicz’ Fabel sogar mit den Werken Jean de La Fontaines und Victor Hugos. Die Filmkritik von Le Film Complet war dagegen reservierter, sie bezeichnete Le Roman de Renard als „interessant, aber auch etwas speziell“.
Sowohl die deutschsprachige Fassung Reineke Fuchs als auch die französische Version le Roman de Renard blieben während des Zweiten Weltkriegs im Umlauf.